# 青森県道213号柳町下田停車場線
青森県道213号柳町下田停車場線（あおもりけんどう213ごう やなぎまちしもだていしゃじょうせん）は、青森県上北郡六戸町から上北郡おいらせ町に至る一般県道である。

## 概要
上北郡六戸町柳町で青森県道212号米田六戸線から分岐し奥入瀬川に沿って下流（東）方向へ進む。東北新幹線と立体交差し、青い森鉄道 青い森鉄道線と交差したあとで進路を北へ変えて下田駅に至る。

### 路線データ
- 総延長 : 10.754 km[1]
- 起点 : 上北郡六戸町大字柳町[2]（県道212号交点）
- 終点 : 下田停車場[2]（下田駅、県道119号交点）

## 歴史
- 1961年（昭和36年）2月10日 - 県道に認定される[2]。

## 路線状況

### 重複区間
- 青森県道113号五戸六戸線（上北郡六戸町上吉田・地内）

## 地理

### 交差する道路
- 青森県道212号米田六戸線（起点）
- 青森県道113号五戸六戸線（上北郡六戸町上吉田）
- 青森県道20号八戸三沢線
- 青森県道119号五戸下田停車場線（=青森県道140号下田停車場線・青森県道141号市川下田停車場線重複）（上北郡おいらせ町境田、終点）

### 沿線の施設など
- 六戸ヘルスセンター
- おいらせ町立下田小学校
- 青い森鉄道 青い森鉄道線 下田駅